# Moerella huttoni
Moerella huttoni är en musselart som först beskrevs av E.A. Smith 1885.  Moerella huttoni ingår i släktet Moerella och familjen Tellinidae. Inga underarter finns listade i Catalogue of Life.